# Piccolo Coro dell'Antoniano

Piccolo Coro dell'Antoniano

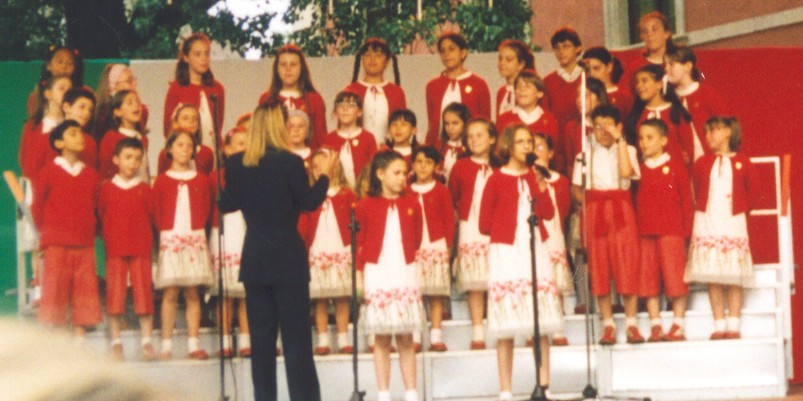
Piccolo Coro à Varsovie, 2001

Piccolo Coro dell'Antoniano est un chœur d'enfants mixte créé en 1963 à Bologne lors du festival Zecchino d'Oro.

## Chefs de chœur
- Mariele Ventre (it) (1963-1995)
- Sabrina Simoni (it) (1995-2025)
- Margherita Gamberini (2025- )

## À la télévision
En 2021, Netflix sort la comédie Un Chœur d'enfants (it), réalisée par Ambrogio Lo Giudice (it), un ancien choriste du Piccolo Coro dell'Antoniano. Le film retrace l'histoire de la création du chœur par Mariele Ventre.